# سیارک ۱۶۹۲
سیارک ۱۶۹۲ (به انگلیسی: 1692 Subbotina، نامگذاری:1936QD) هزار و ششصد و نود و دومین سیارک کشف شده‌است که در ۱۶ اوت ۱۹۳۶ و در رصدخانه سایمیز کشف شد.
قدر مطلق سیارک برابر ۱۱٫۱۰ است.